# Wii Party U
『Wii Party U』（ウィー パーティ ユー）は2013年10月31日に任天堂が発売したWii U用のコンピュータゲームである。ソフトの開発はエヌディーキューブが担当。

## 概要
自分で作成したMiiを操作して、スゴロクやミニゲームなどの様々なパーティゲームを多人数で楽しめるWii用ソフト『Wii Party』の続編。WiiリモコンやWii U GamePadでプレイする様々なパーティゲームやミニゲームが多数収録されており、最大4人でプレイ可能。
パッケージ版には、GamePadをテーブルなどに置くときに水平に保つための「Wii U GamePad水平スタンド」が付属されており、水平スタンドは、ダウンロード版を購入したユーザー向けに任天堂オンラインのサイトで単品での購入もできる。また、Wii U本体のラインナップの1つである「Wii U すぐにあそべる ファミリープレミアムセット」に、ダウンロード版の本作がプリセットで収録されている。

## ゲームモード

### テレビパーティ
スゴロクなどのパーティゲームで対戦できるモード。テレビ画面を見ながらプレイをする。
メガスゴロク
ゴールを目指して競争する、1～4人用のスゴロクゲーム。順番にサイコロを複数ふって出た目の合計だけコースを前進し、一番先にゴールしたプレイヤーが優勝となる。毎ターン開始時に、プレイヤー全員でミニゲームで勝負し、その順位によって移動する順番とふれるサイコロの数が決まり、上位になるほど振れるサイコロの数が増える。また、各プレイヤーが止まったマスによって様々なイベントやミニゲームが発生することもある。
ゲームパッドスゴロク
ゴールを目指して競争する、2～4人用のスゴロクゲームだが、COMのMiiとは遊べない。このゲームではGamePadをサイコロとして使用し、1人ずつ順番に様々な種類の「ゲームパッドサイコロ」を振ってマップを進んでいく。一番先にゴールしたプレイヤーが優勝。各プレイヤーが止まったマスによって様々なイベントが起こるほか、マップ上の「ミニゲームバルーン」を誰かが通過すると次のターンはミニゲームが発生し、ミニゲームの順位に応じてそのターンの移動できるマス数が決まる。
きせかえスゴロク
サイコロをふってマップを進み衣装を集める、1～4人用のスゴロクゲーム。各プレイヤーが止まったマスやミニゲームの結果に応じて衣装がもらえ、集めた衣装に着替えて得点を競う。マップ中央のステージにたどり着くと、着ている衣装を発表して得点でき、このときの衣装の組み合わせによって得点数が変化する。また、各プレイヤーは「特殊サイコロ」を一度に2つまでストックでき、持っている特殊サイコロはサイコロをふるときに使用できる。特殊サイコロは出た目の2倍進めるなど様々な種類があり、一度つかうと無くなる。プレイヤー全員が1回ずつ移動すると1ターン終了となり、15ターン終了時に得点がもっとも多いプレイヤーが優勝。
プッシャーマシーン
ゲーム台にボールをタイミングよく投入して台にあるボールを落とす、1～4人用のゲーム。各ラウンド開始時にミニゲームで対戦し、ミニゲームの順位によって各プレイヤーがボールを投入する順番と投入できるボールの数が決まる。ミニゲーム終了後、順番にボールをゲーム台に投入し、得点数を競う。青・赤・緑・黄色のボールを落とすと+1点、金色のボールを落とすと+10点、ドクロの付いた紫のボールを落とすと-5点となる。また、途中からゲーム台に出現する「ボーナスリング」をボールが通過すると大量のボーナスボールが投入され、より多く得点できるチャンスとなる 。5ラウンド終了時に得点がもっとも多いプレイヤーが優勝。
Miiポーカー
Miiが着ているユニフォームの色や背番号をそろえて役を作っていくトランプのポーカーのような、1～4人用のゲーム。順番に手持ちの5人のMiiたちと、中央にいるどのプレイヤーにも属さないMiiを交換して役を作り、得点数を競う。各ラウンド開始時にミニゲームで対戦し、ミニゲームの順位によって各プレイヤーがMiiを交換する順番と、交換できる中央のMiiの人数が決まり、ミニゲーム終了後に順番にMiiを入れ替えていく。どのMiiを入れ替えるかは各プレイヤーが自由に決められるが、ミニゲームで上位になるほど中央にいるMiiの数が多くなる。入れ替え後、自分のチームの5人のMiiのユニフォームの背番号や色の組み合わせ方次第で得点となり、「役なし」は+0点、「ワンペア」は+1点、「ツーペア」は+2点、「スリーカード」は+3点、「ストレート」は+4点、「フラッシュ」は+5点、「フルハウス」は+7点、「フォーカード」は+10点、「ストレートフラッシュ」は+12点、「ファイブカード」は+16点となる。ちなみにMiiは数字がついた服を着ているが、各Miiごとに服の色・数字が違う。基本的には、服の色は桃色・紫・橙・緑があり、服についている数字は1～13まである。まれに着ている服が、色は多色（赤・橙・黄・緑・水色・青・赤紫・青紫）で、数字ではなく星のマークが付いているMiiも存在してこのMiiはどの色・数にもなれる。5ラウンド終了時に得点がもっとも多いプレイヤーが優勝。

### リビングパーティ
テレビ画面だけでなく、プレイヤーのいる部屋全体を遊びの空間として使うモード。WiiリモコンとGamePadを使って2～4人でプレイする。なお、これらはすべてCOMのMiiとは遊べない。
ツイストフィンガー
GamePadとWiiリモコンをならべて、指示されたボタンをプレイヤー全員で押していくゲーム。指名されたプレイヤーが指示されたボタンを押さえていく。プレイヤー全員でどこまで押し続けられるかに挑戦する。
どんな顔クイズ
お題にそった表情をGamePadで撮影し、撮影した表情を見てもらい、そのお題がなにかを他のプレイヤーに当ててもらうゲーム。
お絵かきクイズ
お題に沿ってプレイヤー全員が絵を描き、その中に1人だけ違うテーマで描かれた人がおり、違うテーマで絵を描いたプレイヤーが誰かを当てるゲーム。
みつけてMii
ターゲットとなるプレイヤーがGamePadから見える景色を伝えて、他のプレイヤーはテレビ画面にいるたくさんのMiiの中からターゲットを探し当てるゲーム。ターゲットを見つけた時間がそのまま自分に得点として入り（例: 残り90秒で見つけた場合には90点ゲット）、ゲームパッドのプレイヤーは他3人の合計得点がすべて手に入る。制限時間は120秒。終了時に最も得点が高かったプレイヤーが優勝。
イメージチェック
自分自身が思っている自分のイメージとみんなから見られている自分のイメージのギャップをチェックするゲーム。
水くみ
GamePadに映っている水をスプーン（Wiiリモコン）ですくって運び、テレビ画面に映っているガラスびんに水を入れていくゲーム。ガラスびんをいち早く水で満タンにしたプレイヤーが優勝。
フォークダンス
GamePadに写っているお手本に合わせてプレイヤー全員でフォークダンスを踊り、プレイヤー全員のチームワークをチェックするゲーム。
注文ごっこ
1人が店員となり、他のプレイヤーがそれぞれ何の商品を注文するかを聞いて覚えるゲーム。

### テーブルパーティ
GamePadのみでプレイする、1～2人用のモード。
テーブルサッカー
ゲームパッドのスライドパッドでMiiを動かしてボールをパスしていく、サッカーゲーム。制限時間は90秒。
テーブルベースボール
野球盤ゲームのようなゲーム。3イニング制と6イニング制がある。
テーブルアスレチック
スライドパッドやボタンで様々なしかけを動かして、自分のすべてのボールをゴールへ運ぶゲーム。3つのエリアを終えて、より多くボールをゴールに運んだ方が勝利。タイムアタックでは、エリア全体を使い、スタートからゴールへどちらが早くボールを運べるか競う。
ポケットゲーム
ポケットゲームのフリープレイモード。「ふたりでバトル」と「ふたりで協力」の2つのモードがある。ただしふたりで協力は1人では遊べない。
三目Miiならべ
顔→服→ズボンの順番にコマを並べて作って行くゲーム。5ターンに一度ポケットゲームで対戦し、勝った方は相手のコマを1枚自分の色に変えることが出来る。より多く完成させたほうが勝利。
押すだけパズル
おぼえてアニマル

### ミニゲーム
ミニゲームのみで対戦したり、色々なゲームを楽しめるモード。
フリープレイ
通常のミニゲームを、好きなだけ自由に遊べる。4人バトルはもちろん、1VS3ミニゲーム、プレイ人数を変えて2, 3人で遊べることも出来る。
とことんミニゲーム
フリープレイのミニゲームの時間を長くしたものである。とことん順番シューティングは1〜4人プレイが可能。制限時間は無制限。
ミニゲームブリッジ
2〜4人用だが、COMのMiiとは遊べない。行き止まりで渡れない道をミニゲームクリアノルマを達成して渡れるようにするモード。クリアノルマは主に「全員の合計タイムが2:00以下」「全員の合計得点が30以上」など。最後にはゲーム中でクリアに一番貢献したMVPが1人発表される。
チャレンジ道場
ミニゲームを勝ち抜いて、30人抜きを目指す一人用モード。画面下に表示されるハート10個は自分の体力で、勝利すれば敵を攻撃して倒すが、負けると敵から攻撃されて1人につきハートを1個失ってしまう（30人目のみ負けるとハートを3個失ってしまう）。30人全員倒すかハートが全てなくなった時点でチャレンジ終了となる。登場するミニゲームはすべてみんなでバトル。
ミニゲーム大会
1～4人用。3勝制と5勝制がある。ミニゲームを勝負し、決められた回数分勝てれば優勝。
ポケットゲーム大会
1～4人用。トーナメントとリーグ戦の2種類がある。トーナメントは1回戦に勝ったプレイヤーが決勝進出、決勝で勝てば優勝。リーグ戦は自分と他3人で1回ずつ対戦、計3回戦い勝率が一番高いプレーヤーが優勝。
うそつきハンター
隠しモード、2～4人用。ミニゲーム合計獲得点 (1位 + 40、2位 + 30、3位 + 20、4位 + 10) を競うとともに、他のプレーヤーよりもミニゲームを有利にプレイできる ｢うそつき｣ を予想する。うそつきを見事的中した人はうそつきから10点もらえるが、外した人はうそつきに10点とられてしまう。最終合計獲得点が一番高いプレイヤーが優勝。なお、COMのMiiは「うそつき」を予想しない。

## ミニゲーム

### みんなでバトル
プレイヤー全員がWiiリモコンを使用する。
ピコハンファイト
トランポリンダーツ
めくってMiiさがし
どこでもシュート
マフラーあみ競争
ゴムチューブスライダー
忍者でしゅりけん投げ
ハートをさがせ
はやおしイスとり
巻き巻きゴムプロペラ
びっくりビリヤード
カードでアップダウン
棒はばとび
ドミノかぞえ
望遠バードカメラマン
しゅんかんジャッジ
さがしてポーズ
あわせるカタチ
おぼえるクッキング
スペースガンマン
ターゲットから外れるな
ねらってコイン落とし
サバンナダービー
ロデオパニック
コロコロ迷路
スノボで連続ジャンプ
プカプカたるレース
よくみてサーキット
集めろキューブカプセル
ジャンプでシュート
順番シューティング
へんてこ水泳大会
おぼえてアップル
みきわめカラテパンチ
ぴったりのせてフルーツ
月面いちばんのり
ぎりぎりスケートボード
いっぱいバードカメラマン
スピンでピタッ
ぴょんぴょんファイト
ダチョウとかくれんぼ
カウントダウンバクダン
つくってロボット
ラッキーMiiヒーロー
ぼうしでオンリーワン
ひろってアップル
忍者で水面ダッシュ
ラジコンポイントレース
ぐるぐるMiiスロット
ハラハラ一輪車レース
ぴったり着地

### 1VSライバルでバトル
1人側はGamePadを使用し、ライバル側はWiiリモコンを使用する。
うきわでわなげ
ブロックをおとせ
カメラに写るな
とうめいオニごっこ
タンクバトル
UFOでつかまえろ
PK対決
落とし穴にきをつけろ
忍者で水中シャッフル
ノックアウトマシーン
たたかえパズルシップ
トゲボールサバイバル
お宝かけひきバトル
ボイスウェーブ

### とことんミニゲーム
通常のミニゲームよりゲーム時間を長くしたものである。また、とことんミニゲーム限定である『十字ブロックパズル』が収録されている。
十字ブロックパズル
落ち物パズル「テトリス」の十字版のようなゲーム。自分の限界に挑戦する「エンドレスモード」、二人で対戦できる「対戦プレイモード」、ステージをどんどんクリアしていく「ステージクリアモード」の3つのモードがある。色は赤・青・黄・紫・緑・オレンジの5～6色ある。操作は、Wiiリモコンが通常だが、「エンドレスモード」と「ステージクリアモード」はGamePadで操作できる。
とことんピコハンファイト
とことんしゅんかんジャッジ
とことんひろってアップル
とことん順番シューティング

## ポケットゲーム

### ふたりでバトル
ゴロゴロエスケープ
さがしてスクラッチ
アクセルサーキット
トンボキャッチ
トントンずもう
おはじきカーリング
ボカボカボクシング
ぎりぎりローラー

### ふたりで協力
COMのMiiとは（1人では）遊ぶことは出来ない。
バーガーキッチン
ドキドキドッキング
カプセルきんぎょ
バシャバシャボート
グラグラたからばこ
ギコギコきこり

## プロモーション
2014年10月中旬から、アイドルグループ関ジャニ∞が本作を遊ぶ様子を描いたテレビコマーシャルが放映された。宣伝会議は、このCMについてモニター調査を行った結果「好感を持った意見が目立った」と報じている。

## 評価
Nintendo LifeのRebecca Stowは本作について「どっちつかずの評価を受けた」とし、前作と異なり大半のミニゲームがゲームの実力ではなく運で勝敗が決まるようになったことが批評家から指摘されていると述べている。一方で、売上本数が前作よりも少ないことについては、Wii Uの普及率がWiiよりも少ないことを踏まえれば、十分な装着率であったと述べている。